# Obelisco del Pantheon

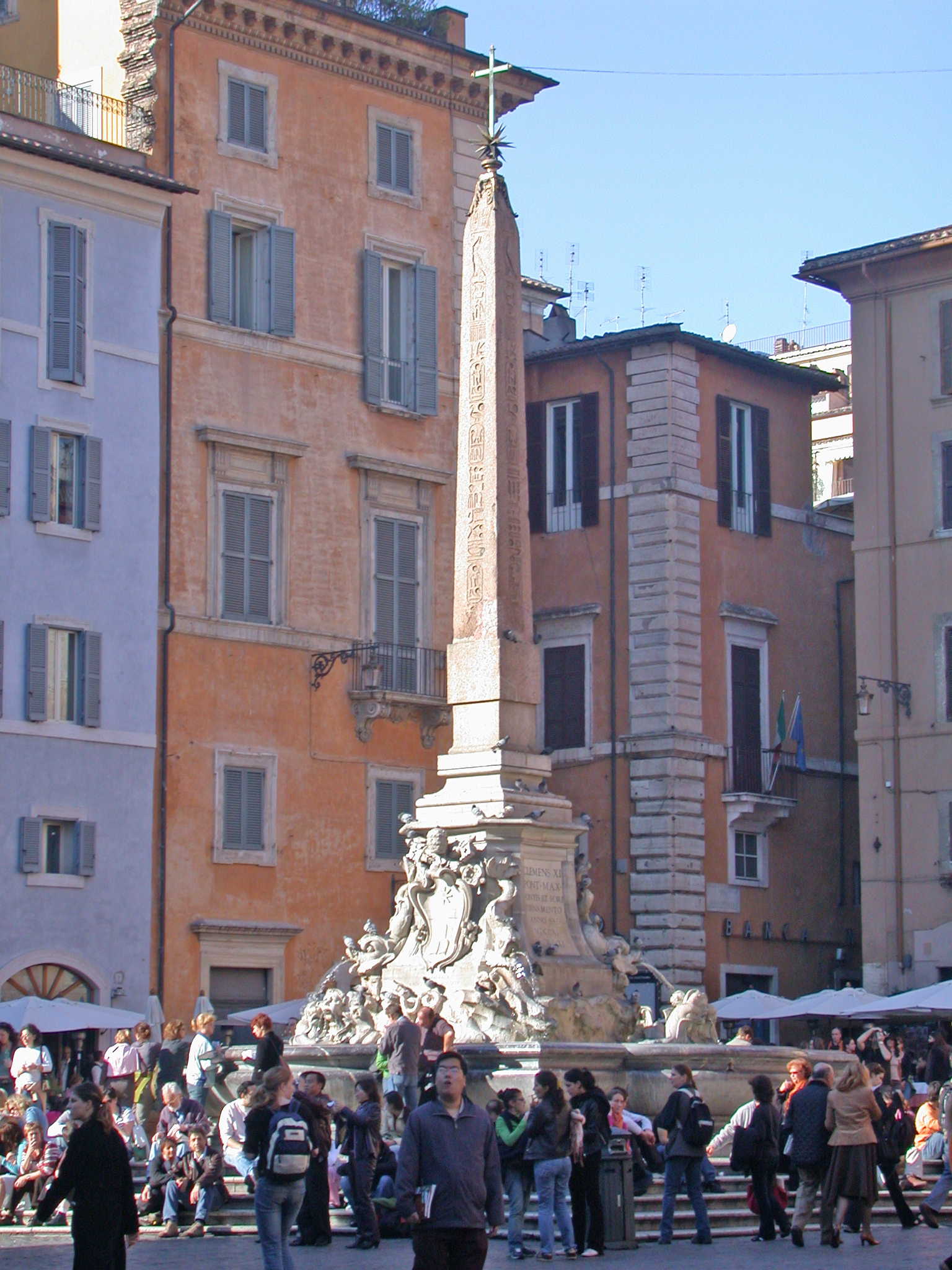
Obelisco del Pantheon

L'obelisco del Pantheon è uno dei tredici obelischi antichi di Roma, situato in piazza della Rotonda.
È alto 6,34 metri; con la fontana, il basamento e la croce raggiunge i 14,52 metri.
Fu realizzato all'epoca di Ramses II e portato a Roma da Domiziano, che lo collocò come decorazione dell'Iseo Campense (tempio dedicato alla divinità egiziana Iside) così come l'obelisco della Minerva, quello di Dogali e quello di Boboli (oggi a Firenze). Fu ritrovato nel 1373 presso la piazza di San Macuto (da cui deriva il nome di "obelisco Macuteo"), e quindi spostato davanti al Pantheon nel 1711 per volere di papa Clemente XI e collocato al di sopra della precedente fontana di Giacomo Della Porta a opera dell'architetto Filippo Barigioni.